# Cátodo

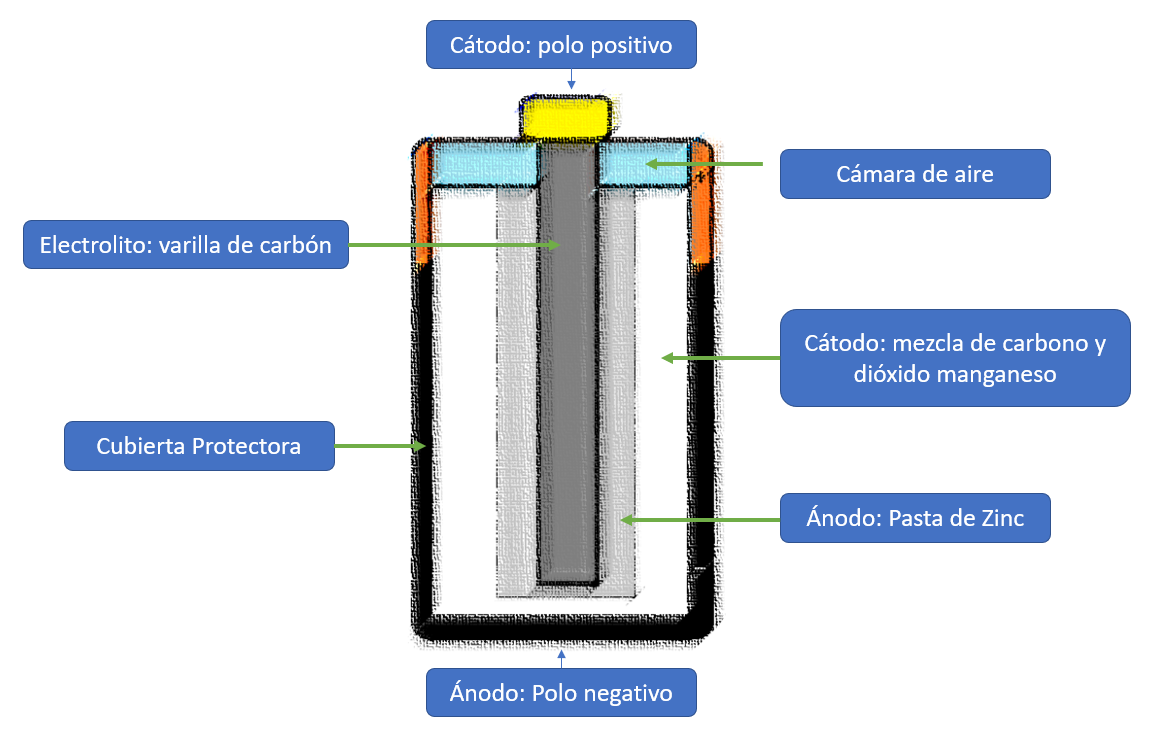
batería o pila con sus partes

Un cátodo, desde el punto de vista de la química, es el rol que toma un electrodo cuando sufre una reacción de reducción, mediante la cual un material reduce su estado de oxidación al recibir electrones.
| A                      | Pila galvánica                      | Célula electrolítica                |
| ---------------------- | ----------------------------------- | ----------------------------------- |
| Tipo de transformación | Energía química → Energía eléctrica | Energía eléctrica → Energía química |
| Electrodo positivo     | Cátodo (reducción)                  | Ánodo (oxidación)                   |
| Electrodo negativo     | Ánodo (oxidación)                   | Cátodo (reducción)                  |

Diagrama de un cátodo de cobre en una celda galvánica.
Reacción de reducción (captación de electrones):
2e^{-} + Cu^{2+} → Cu^{0}

| Regla mnemotécnica: - Cátodo → Reducción (consonante con consonante) - Ánodo → Oxidación (vocal con vocal) |

Desde el punto de vista de la electrónica y de manera similar a como actúa una pila, algunos componentes electrónicos tienen sentidos predefinidos de circulación de la corriente eléctrica tales como un diodo o un tubo de rayos catódicos. Definiremos en este caso como cátodo a aquel extremo del componente por el que debe salir la intensidad eléctrica (por el que entran los electrones).
La polaridad del cátodo, positiva o negativa, depende del tipo de dispositivo. A veces la condiciona el modo de operación, pues se establece según la dirección de la corriente eléctrica, atendiendo la definición universal de corriente eléctrica. En consecuencia, en un dispositivo que consume energía (como una celda electrolítica) el cátodo es negativo, y en un dispositivo que proporciona energía, como una pila voltaica (o pila de Volta o una batería) el cátodo es positivo.

## Etimología
El término fue adquirido por Faraday (serie VII de las Investigaciones experimentales sobre la electricidad), con el significado de «camino descendente» o «de salida», pues proviene del griego κατά [catá]: ‘hacia abajo’, y ὁδός [odós]: ‘camino’, pero referido exclusivamente al electrolito de una celda electroquímica.

## Convencionalidad de sentidos
Su vinculación al polo negativo del correspondiente generador implica la suposición de que la corriente eléctrica circula por el circuito exterior desde el polo positivo hasta el negativo; es decir, es transportada por cargas positivas, lo cual es la convención usual. Si el conductor externo es metálico, el sentido de la corriente realmente es el recorrido por los electrones hacia el polo positivo.
Sin embargo, en una celda electrolítica, el conductor es el electrolito, no un metal. En aquel pueden coexistir iones negativos y positivos, que al desplazarse toman sentidos opuestos. Por convenio, se adopta que el sentido de la corriente sea del ánodo al cátodo o, lo que es lo mismo, del polo positivo al negativo.
En el caso de las válvula termoiónicas, diodos, tiristores, fuentes eléctricas, pilas, etc., el cátodo es el electrodo o terminal de mayor potencial. Por ende, en una reacción redox corresponde al elemento que se reduce.

## Cátodo termoiónico
Es un electrodo que, por efecto del calor, emite electrones (efecto termoiónico). En estos dispositivos (válvulas termoiónicas) se conecta a la tensión negativa y es la fuente de electrones. El cátodo puede calentarse por sí mismo, haciendo circular por él una corriente de caldeo, o mediante un filamento al que esté acoplado térmicamente.
Para prolongar la duración eficiente de los dispositivos termoiónicos se utilizan materiales que a bajas temperaturas aporten gran emisión de electrones. Por ello se emplean aleaciones de torio, wolframio (también conocido como tungsteno) y lantánidos, o al cátodo se le recubre con óxido de calcio.